# Dangenstorf
Dangenstorf ist ein Ortsteil der Gemeinde Lübbow im Landkreis Lüchow-Dannenberg in Niedersachsen. 

## Lage
Das Dorf liegt auf freier Flur, 3,5 km östlich des Hauptortes Lübbow. Es ist ein großes zweizeiliges Straßendorf. Die Landesstraße L 260 verbindet es mit Lübbow.

## Geschichte
Nach Bränden in den Jahren 1869 und 1874 wurde Dangenstorf mit Vierständerhäusern neu aufgebaut.
Am 1. Juli 1972 wurde der Ort in die Gemeinde Lübbow eingegliedert.

## Religion
Dangenstorf gehört zur evangelisch-lutherischen Kirchengemeinde Rebenstorf im Kirchenkreis Lüchow-Dannenberg. Bis zum 1. Januar 1969 war es eine Kapellengemeinde.

## Vereine
An Vereinen gibt es die Freiwillige Feuerwehr Dangenstorf, die für den Brandschutz und die allgemeine Hilfe sorgt sowie die Sportliche Vereinigung Lemgow-Dangenstorf.